# FMA AeT.1
El FMA AeT.1 fue un avión construido en Argentina a principios de la década de 1930 por la Fábrica Militar de Aviones (FMA). Era un monoplano voladizo de ala baja con patín de cola y tren de aterrizaje fijo. Solo se construyeron tres ejemplares, los cuales fueron bautizados como: General San Martín, Deán Funes y Jorge Newbery. Los tres aviones estuvieron en servicio activo con el Escuadrón "Sol de Mayo".
El Deán Funes también se utilizó para hacer un vuelo de larga distancia desde Buenos Aires a Ushuaia, trayendo el primer correo a esta última ciudad después de un vuelo redondo de 6.500 km (4.000 millas), el cual estuvo al mando del piloto civil Rufino Luro Cambaceres y en el que estuvieron como pasajeros el entonces director de Air France Air France Colin Jeannel, Eduardo Justo y Lago Fontán. El 8 de febrero de 1934, el "General San Martín" fue puesto a disposición de Aero-Argentina, en donde fungió en operaciones comerciales y de correo aéreo entre las ciudades de Córdoba y Buenos Aires.

## Especificaciones
Datos de
Características generales
- Tripulación: 3 (2 pilotos y operador de radio)
- Capacidad: 5 pasajeros
- Longitud: 9.70 m (31 ft 10 in)
- Envergadura: 17.30 m (56 ft 9 in)
- Altura: 4.36 m (14 ft 4 in)
- Superficie alar: 37.0 m² (398 ft2)
- Peso vacío: 1,750 kg (3,860 lb)
- Peso bruto: 2,810 kg (6,190 lb)
- Planta motriz: 1 × Lorraine-Dietrich 12Eb, 340 kW (450 hp)

Rendimiento
- Velocidad máxima: 225 km/h (139 mph)
- Alcance: 1,170 km (730 millas)
- Techo de vuelo: 6,000 m (19,700 ft)